# Język yakan
Język yakan, także yacan – język austronezyjski używany na Filipinach, przede wszystkim w prowincji Basilan. Należy do grupy języków sama-bajaw.
Według danych z 2005 roku posługuje się nim 130 tys. osób. Stanowi główny środek komunikacji na wyspie Basilan, jest powszechnie używany w środowisku domowym i w obrębie lokalnej społeczności. Pozostali jego użytkownicy zamieszkują rejon nadbrzeżny półwyspu Zamboanga (w zachodniej części Mindanao) oraz niektóre mniejsze wyspy południowych Filipin. Różnice regionalne dotyczą intonacji, cech dźwiękowych i części leksyki. Dodatkowe skupisko użytkowników języka yakan występuje w malezyjskim stanie Sabah (ok. 5–10 tys.).
W 2002 roku wydano słownik yakan-angielski (Yakan-English Dictionary) oraz opis gramatyki yakan (A Grammar of Yakan) . W piśmiennictwie stosuje się pismo arabskie i alfabet łaciński.